# Gedion Zelalem
Gedion Zelalem (Berlin, 1997. január 26. – ) német-etióp-amerikai labdarúgó, a New York City játékosa.

## Gyerekkora
Zelalem apja Etiópiából emigrált Németországba, anyja német. A Hertha BSC akadémiáján kezdett el futballozni, majd 2006-ban a család az USA-ba költözött. Itt a kis Gedion a helyi MSC Unitedban focizott.

## Arsenal FC
Arsène Wenger a 2011-es Dallas-kupán figyelt fel rá, de az átigazolásra 2013 januárjáig várni kellett, mert az angol hatóságok 16 éves koráig nem adtak neki munkavállalási engedélyt. Gedion az U16-os csapatban kapott helyet, de hamar felkerült az U21-esekhez, gyenge fizikuma dacára. Nyáron tagja volt az Ázsia-kupán pályára lépő keretnek, és nagyon jó játékot mutatott. 2014. augusztus 24-én a Fulham ellen leülhetett a felnőtt csapat kispadjára, hála az Arsenal keretében dúló sérüléshullámnak. 2015. január 24-én mutatkozhatott be a felnőtt csapatban a Coventry elleni FA kupa meccsen, ahol Alex Oxlade-Chamberlain-t váltotta a 71. percben.

## Válogatott
Kezdetben a német utánpótlás-válogatottakban játszott, de Gedionnak 2015-ben engedélyezte a FIFA az amerikai válogatottságot, és az az évi U20-as világbajnokságon Új-Zélandon már amerikai színekben vett részt. A nyitómeccsen emlékezetes kötényt adott a házigazda válogatott egyik játékosának.

## Sikerei, díjai
- Rangers
  - Skót Championship: 2015–16
  - Skót Challenge Cup: 2015–16
- VVV-Venlo
  - Eerste Divisie: 2016–17
- New York City
  - MLS-bajnok: 2021